# Katja Nyberg
Pour les articles homonymes, voir Katja et Nyberg.
Katja Nyberg, née le 24 août 1979 à Stockholm en Suède, est une ancienne joueuse de handball finlandaise naturalisée norvégienne. Évoluant au poste d'arrière gauche, elle est championne olympique en 2008 et double championne d'Europe (2004 et 2006).

## Biographie

### Jeunesse
Katja Nyberg est la fille de Robert Nyberg, le premier joueur de handball finlandais à être passé professionnel à l'étranger. C'est pour cette raison que Katja nait à Stockholm alors que son père y jouait. Plus tard, la famille retourne en Finlande où Katja grandit, pratiquant le sport dès le plus jeune âge, notamment le lancer de javelot et d'autres disciplines en athlétisme. Puis elle commence le handball à l'âge de 10 ans au Sparta IF, un club de handball basé à Helsinki où son père est l'entraîneur de son équipe.

### Carrière en club
À 18 ans, le niveau du handball finlandais étant trop faible, elle décide de devenir joueuse professionnelle à l'étranger. Elle rejoint tout d'abord la Suède et sa ville natale, Stockholm, où elle évolue pendant la saison 1997-1998 au Stockholmspolisens IF. Puis, elle signe dans le club norvégien de Larvik HK où elle évolue pendant 7 ans (1998–2005) et remporte six titres de championne, trois coupes nationales et la Coupe des vainqueurs de Coupe en 2005.
Par la suite, elle décide de rejoindre un grand club européen, le club slovène de Rokometni Klub Krim, mais une blessure à l'épaule contractée en octobre l'éloigne des terrains pendant neuf mois. À ce moment, sa relation avec Gro Hammerseng a déjà été rendue publique et toutes deux ont exprimé le désir d'évoluer dans le même club. Elles reçoivent des offres de plusieurs clubs et finalement, Katja rejoint le championnat danois pour évoluer avec le Ikast-Bording Elite Håndball où évolue déjà sa compagne, le club ayant l'ambition de devenir l'un des plus grands clubs d'Europe.
Le club ne parviendra pas à atteindre cet objectif et après 4 saisons passées au Danemark, elle retourne en 2010 à Larvik HK et en août 2010, sa séparation avec Gro Hammerseng est rendue officielle. Elle y évolue pendant deux saisons, remportant notamment la Ligue des champions 2011, avant de prendre sa retraite sportive en 2012.

### Carrière en équipe nationale
Le handball en Finlande étant resté très confidentiel, elle obtient la nationalité norvégienne en janvier 2001 afin de pouvoir satisfaire son ambition de se construire un palmarès sur le plan international que son pays d'origine, la Finlande, ne lui permettait pas. Elle obtient sa première sélection norvégienne la même année face à la France.
Elle remporte son premier accessit dès l'année suivante avec la médaille d'argent du Championnat d'Europe 2002. Lors de l'édition suivante, elle remporte une médaille d'or. Puis, lors de l'édition 2006 qui a lieu en Suède, elle se blesse lors du premier match face à la Slovénie.
Pour le Championnat du monde 2007 en France, la sélectionneuse Marit Breivik lui laisse le plus de temps possible pour intégrer la sélection nationale après sa blessure. Elle participe finalement à la compétition et remporte la médaille d'argent, battue en finale par la Russie. Elle est également élue meilleure joueuse de la compétition.

## Clubs
- Sparta IF : avant 1997 (junior)
- Stockholmspolisens IF : 1997-1998
- Larvik HK : 1998-2005 puis 2010-2012
- Rokometni Klub Krim : 2005-2006
- Ikast-Bording Elite Håndball : 2006-2010

## Palmarès

### Club
compétitions internationales
- vainqueur de la Ligue des champions en 2011 (avec Larvik HK)
- finaliste de la Ligue des champions en 2006 (avec RK Krim)[4]
- vainqueur de la coupe des vainqueurs de Coupe en 2005 (avec Larvik HK)
- finaliste de la coupe EHF en 2007 (avec Ikast-Bording EH)

compétitions nationales
- championne de Finlande en 1997 (avec Sparta IF)
- championne de Suède en 1998 (avec Stockholmspolisens IF)
- championne de Norvège (8) en 2000, 2001, 2002, 2003, 2004, 2005, 2011, 2012 (avec Larvik HK)
- vainqueur de la coupe de Norvège (5) en 2000, 2003, 2004, 2005, 2012 (avec Larvik HK)
- championne de Slovénie en 2006 (avec RK Krim)[4]
- vainqueur de la coupe de Slovénie en 2006 (avec RK Krim)[4]
- vice-championne du Danemark en 2008 (avec Ikast-Bording EH)

### Sélection nationale
Jeux olympiques
- Médaille d'or aux Jeux olympiques de 2008 de Pékin,  Chine

championnat du monde
- finaliste du championnat du monde 2007,  France[5]

championnat d'Europe
- Médaille d'or au championnat d'Europe 2006,  Suède
- Médaille d'or au championnat d'Europe 2004,  Hongrie
- Médaille d'argent au championnat d'Europe 2002,  Danemark

autres
- première sélection en équipe nationale norvégienne le 23 mars 2001 face à la  France.
- dernière sélection le 23 août 2008 face à la  Russie.
- 99 sélections et 321 buts en équipe nationale norvégienne[1].

### Récompenses individuelles
- Meilleure joueuse du Championnat du monde 2007[3]
- Joueuse norvégienne de l'année 2001 et 2005